# Mort de Joyce Echaquan
Le 28 septembre 2020, Joyce Echaquan, une femme atikamekw de 37 ans (Atikamekw de Manawan), meurt à l'hôpital de Saint-Charles-Borromée au Québec, Canada. Avant sa mort, elle enregistre un Facebook Live dans lequel on entend une infirmière et une préposée aux bénéficiaires tenir des propos dégradants à son endroit.
La mort de Joyce Echaquan est considérée par la coroner Géhane Kamel comme une preuve de l'existence d'un racisme systémique anti-autochtone dans les institutions québécoises,.
Une pétition en ligne dénonçant la mort de Joyce est lancée par des universitaires canadiens.
Justin Trudeau, premier ministre du Canada, dans un discours à la Chambre des communes, reconnaît ce racisme systémique.

## Faits

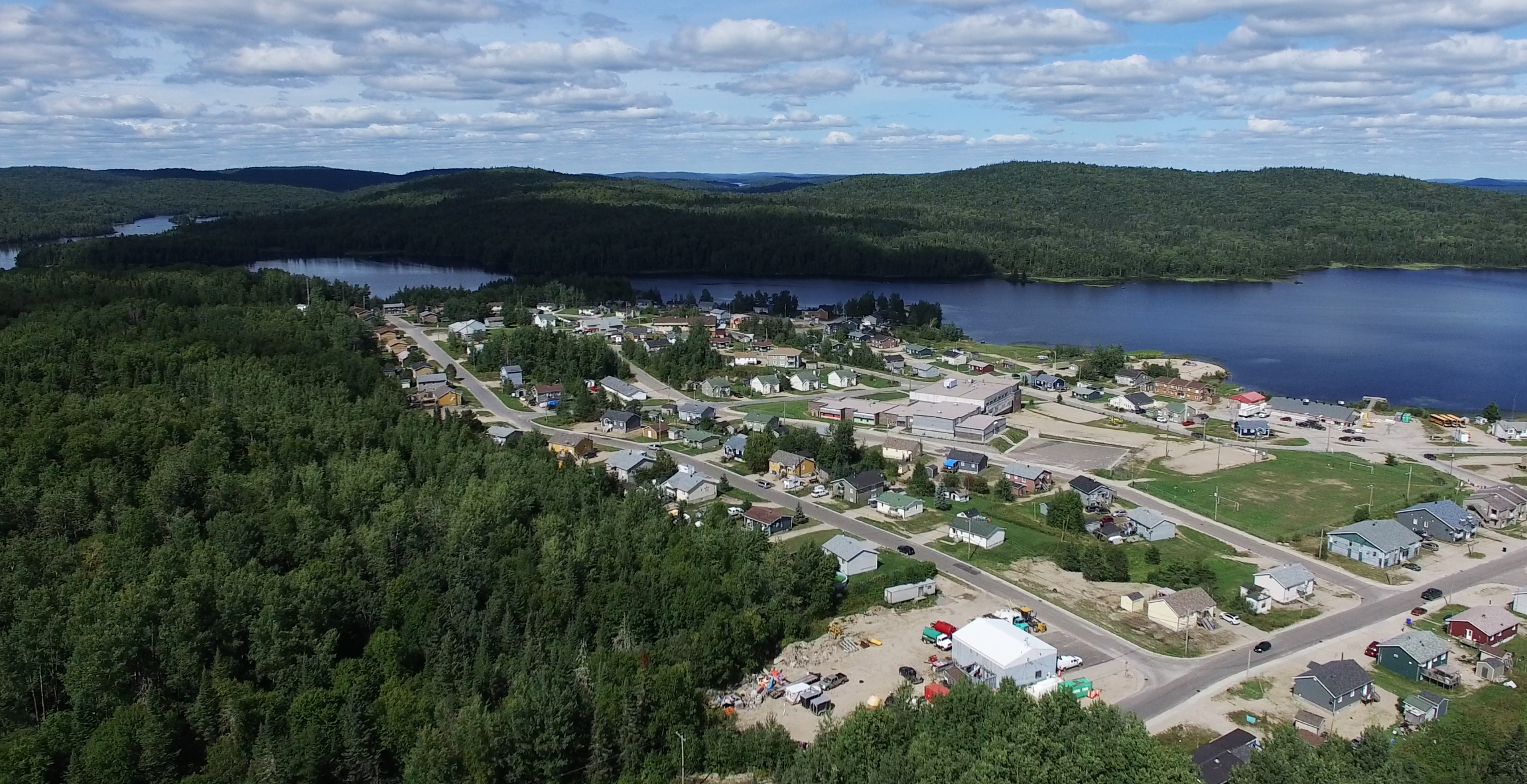
Vue aérienne de la réserve de Manawan.

Joyce Echaquan, une mère de sept enfants de Manawan (193 km de Joliette), est admise le 26 septembre 2020 pour des maux d'estomac. Elle avait souffert de problèmes cardiaques dans le passé et avait un stimulateur cardiaque. Elle fait alors un trajet de 200 kilomètres en ambulance de Manawan à Saint-Charles-Borromée. Sa cousine Pamela Dubé, également souffrante, est admise le même jour qu'elle à l'hôpital de Saint-Charles-Borromée.
Parce qu'elle ne fait pas confiance au personnel médical et qu'elle ne parle pas couramment le français, elle enregistre des Facebook Live pendant les visites et un cousin l'aide pour traduire. Un autre cousin dit qu'elle lui parle souvent du personnel qui semble « en avoir assez » d'elle et qui ne fait que s'assurer qu'elle n'a pas mal au lieu de réellement la soigner.
Le lundi 28 septembre, elle reçoit de la morphine malgré son insistance à ne pas se faire administrer le médicament. Elle diffuse en direct une vidéo vers midi de sept minutes sur Facebook sous le nom de « JoyceCarol Dube ». Dans l'enregistrement, elle appelle à l'aide alors que deux travailleurs non identifiés l'insultent,. Joyce Echaquan est alors attachée à son lit, comme elle l'avait demandé, parce qu'elle en était tombée d'elle-même pendant son traitement.

## Enquête et conclusions
Deux audiences publiques ont lieu entre le 13 mai et le 2 juin 2021. La tenue de l'enquête par Géhane Kamel, coroner chargée de l'enquête, est critiquée en mai par l'ancien coroner de 1979 à 2004 Denis Boudrias, selon qui elle manquerait à son devoir de réserve durant la procédure.
Le rapport d'enquête est déposé le 1er octobre 2021. Géhane Kamel rapporte que Joyce Echaquan est morte « des suites d'un œdème pulmonaire provoqué par un choc cardiogénique dans un contexte de cœur malade (cardiomyopathie préexistante vraisemblablement rhumatismale) associé à des manœuvres possiblement délétères telles que le maintien en décubitus dorsal sous contentions sans surveillance adéquate ». Elle déclare que « Mme Echaquan a bien été ostracisée, et sa mort aurait pu être évitée ».
Parmi les recommandations rédigées par la coroner dans son rapport, figure le fait que le gouvernement québécois devrait reconnaître « l’existence du racisme systémique au sein de [ses] institutions »  et qu'il devrait « [prendre] l’engagement de contribuer à son élimination ».
Le 2 octobre, sa famille annonce qu'elle amorcera des procédures judiciaires.
La famille et l'entourage de Joyce Echaquan accueille le rapport de la coroner comme un « premier pas » vers la reconnaissance d’un racisme systémique au Québec, et montre leur désaccord avec le premier ministre du Québec.

### Diagnostic médico-légal
Le rapport du coroner a révélé que les attitudes racistes manifestées dans la vidéo ont directement contribué à sa mort, une affirmation soutenue par des preuves accablantes. Echaquan avait été admise à l'hôpital pour des douleurs abdominales et a été l'objet d'un diagnostic erroné fondé sur des préjugés raciaux. Les professionnels de la santé ont présumé, sans preuves, que son agitation était due au sevrage de cannabis et d'opioïdes. Cependant, les seuls médicaments présents dans son système étaient ceux prescrits par des médecins à des fins thérapeutiques.
La déshumanisation d'Echaquan n'était pas un incident isolé. En 2018, des membres de la Nation Atikamekw avaient dénoncé des traitements discriminatoires dans ce même hôpital lors d'audiences sur le traitement des peuples autochtones dans les institutions du Québec. Malgré ces antécédents, le Premier ministre du Québec, François Legault, a à plusieurs reprises rejeté l'existence de racisme systémique dans la province, centrant le débat public sur des questions sémantiques plutôt que sur la discrimination flagrante et persistante.
Ce déni gouvernemental du problème a éclipsé ce qui aurait dû être un moment de réflexion et de changement. Au lieu de cela, la discussion s'est polarisée autour de la question de savoir s'il faut utiliser le terme "racisme" ou "racisme systémique", masquant le véritable problème : la présence de préjugés profondément ancrés dans les institutions publiques pouvant avoir des conséquences fatales.
Le cas de Joyce Echaquan souligne l'urgence de traiter ces questions et de mettre en œuvre des réformes garantissant un traitement équitable pour tous les citoyens, indépendamment de leur origine ethnique ou culturelle. Il est impératif que les autorités du Québec, et du Canada dans son ensemble, abordent ces défis avec le sérieux et la compassion que le problème et ses victimes méritent.

## Fait précédent
D'après Jennifer MacDonald, une préposée aux patients dans un centre local d’Alzheimer, et présente à l'hôpital pour aider son père le mois précédent, Joyce Echaquan aurait déjà été maltraitée à la fin du mois d'août 2020 par des membres du personnel. MacDonald aurait entendu Echaquan crier dans un cubicule situé près d'elle, et l'aurait entendu exprimer ses inquiétudes quant à son traitement. Mac Donald décrit les assistants médicaux d'Echaquan comme étant « indifférents et agressifs verbalement » et affirme qu'ils ignoraient ses supplications. Elle affirme également avoir entendu une infirmière se demander si Echaquan allait finir par se taire. En tentant de s'approcher d'Echaquan pour l'aider, le personnel lui aurait dit de se « mêler de ses affaires ». Mac Donald ignorait alors que la femme dont il était question était Joyce Echaquan, et elle ne la reconnut que lorsqu'elle visionna la vidéo du Facebook Live.

## Réactions

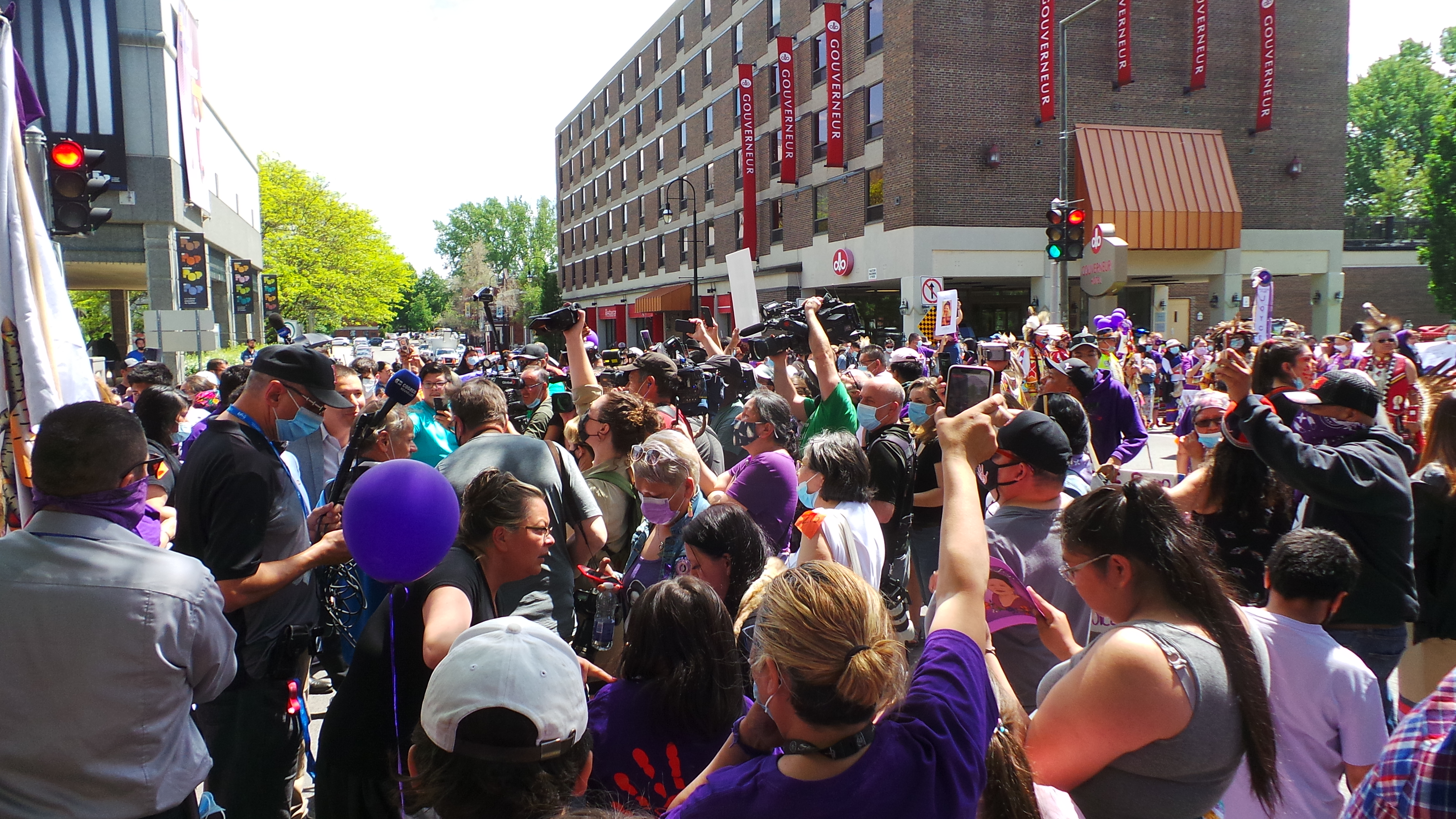
Grande marche pacifique à Trois-Rivières à la mémoire de Joyce Echaquan, le 2 juin 2021.

### Au niveau fédéral (Canada)
Le 30 septembre 2020, dans un discours devant la Chambre des communes, le premier ministre du Canada, Justin Trudeau, considère que « Ce qui s’est passé, c’est la pire forme de racisme quand quelqu’un avait le plus besoin d’aide. C’est un exemple, un autre exemple de racisme systémique qui est tout simplement inacceptable au Canada ».

### Québec
La famille de Joyce Echaquan demande que des caméras soient installées dans les urgences des hôpitaux, qu'il y ait un monument à l’honneur de Joyce Echaquan à l’hôpital de Saint-Charles-Borromée et que le 28 septembre, date du décès de cette dernière, soit reconnu comme le jour de Joyce Echaquan.
Le 29 septembre 2020, le premier ministre François Legault déclare que le traitement de Joyce Echaquan par le personnel de l'hôpital était « inacceptable » et « raciste »,. En revanche, il ne croit pas que le racisme systémique soit lié à cet incident. Il annonce également le renvoi de l'infirmière qui est sur la vidéo. L'enquête suit son cours et une autopsie va être pratiquée,.
Le 6 octobre 2020, à l'Assemblée nationale, Legault présente ses excuses à la famille d'Echaquan, à ses proches et à sa communauté. Avant et après son discours, une minute de silence est observée à l'Assemblée nationale.
Marc Miller, le ministre des Services aux Autochtones du Canada, rencontre le 1er octobre le fils de Joyce Echaquan, Thomas-James, et s'excuse auprès de la famille.
La chanteuse inuk Elisapie Isaac déclare à propos de François Legault (le tutoyant pour faire tomber le décorum) : « Récemment, tu as dit qu'il n'y avait pas de racisme systémique au Québec. Je me suis dit : « T'es né où ? Comment peux-tu dire quelque chose comme ça et ne pas reconnaître l'histoire de ton peuple qui est arrivé en bateau dans une culture millénaire » ».
Pascale Bréaud, médecin dans la région de Lanaudière, témoigne : « Je ne peux me détacher de l'idée que sans la vidéo, personne n'aurait vraiment cru la version des victimes. Et c'est inconfortable pour moi de l'admettre, moi qui aime me voir comme une alliée, mais sans la vidéo, je doute que j'aurais fait autrement qu'à mon habitude. J'aurais rassuré, expliqué,. »

## Principe de Joyce
Le Principe de Joyce,, est une série de propositions énoncées sous la forme d'un mémoire par Paul-Émile Ottawa, chef du Conseil des Atikamekw de Manawan, et Constant Awashish, Grand chef de la Nation Atikamekw, en novembre 2020. La déclaration se lit comme suit : 
« Le Principe de Joyce vise à garantir à tous les Autochtones un droit d’accès équitable, sans aucune discrimination, à tous les services sociaux et de santé, ainsi que le droit de jouir du meilleur état possible de santé physique, mentale, émotionnelle et spirituelle. Le Principe de Joyce requiert obligatoirement la reconnaissance et le respect des savoirs et connaissances traditionnelles et vivantes des Autochtones en matière de santé. »
En janvier 2021, Suzy Basile, professeure à l'Université du Québec en Abitibi-Témiscamingue, et Carole Lévesque, professeure à l'Institut national de la recherche scientifique, mettent sur pied une Bourse d'études de niveau maîtrise destinée à une étudiante autochtone dont les travaux de recherche vont dans le sens du Principe de Joyce.
En mars 2021, les chefs composant l’Assemblée des Premières Nations Québec-Labrador (APNQL) votent à l’unanimité pour l'adoption d'une résolution concernant le Principe de Joyce.

## Portrait
Joyce Echaquan est décrite par sa famille et son conjoint comme une personne et une mère aimante et rieuse,,. Elle est également décrite comme une femme très joviale, joyeuse, malgré tous ses problèmes : « Elle aimait le monde et était très affectueuse. » À Montréal, elle a laissé derrière elle un excellent souvenir. « Joyce souriait tout le temps, elle portait si bien son nom », se souvient Amélie Villeneuve qui l'a accompagnée pour sa maternité « Elle était très pieuse, très croyante [...] Elle aimait lire la Bible et nous demandait de prier pour elle, ça l’apaisait quand elle était anxieuse. » Amélie Vileneuve[Qui ?] rapporte que: « C’était vraiment une belle femme, pleine de douceur. Je ne comprends pas comment on a pu la maltraiter ainsi. C’est d’autant plus paradoxal qu’elle disait merci tout le temps, elle était tellement reconnaissante des soins qu’elle recevait. » Joyce Echaquan est aussi décrite comme adorant la nature « C’était une femme hypersensible. Elle pleurait lorsqu’elle voyait un arbre qu’on coupait. Ça l’affectait beaucoup de lire sur la déforestation. Les coupes à blanc ça l’affectait beaucoup », se souvient Manon Ottawa « matante » de Joyce. Elle se souvient encore d'une « artiste » (« Elle faisait des dessins, elle faisait de la peinture. Elle aimait dessiner avec ses enfants… C’est comme ça qu’elle s’exprimait »).

## Contexte social
Une personne de l'hôpital de Saint-Charles-Borromée témoigne sous pseudonyme : « C’était pire avec les Autochtones. Il y avait ces préjugés selon lesquels ce sont tous des « alcoolos » et des « BS » qui passent leur temps à faire des enfants. C’était pire encore avec ceux qui avaient de la difficulté à s’exprimer en français, les infirmières chialaient : ils pourraient-tu parler notre langue ? »
Selon le Huff Post Québec, la mort de Joyce Echaquan s'inscrit dans un contexte de discrimination à l'égard des autochtones qui se manifeste notamment par le nombre disproportionné de meurtres et de disparitions de femmes autochtones au Canada.
Ghislain Picard, chef de l'Assemblée des Premières Nations du Québec et du Labrador, déclare sur Radio-Canada : « Dans cette vidéo, on entend clairement les infirmières insulter Joyce parce qu’elle est Atikamekw, parce qu’elle est Autochtone. On y reconnaît des préjugés crasses qui continuent d’exister aujourd’hui ».

## Hommages

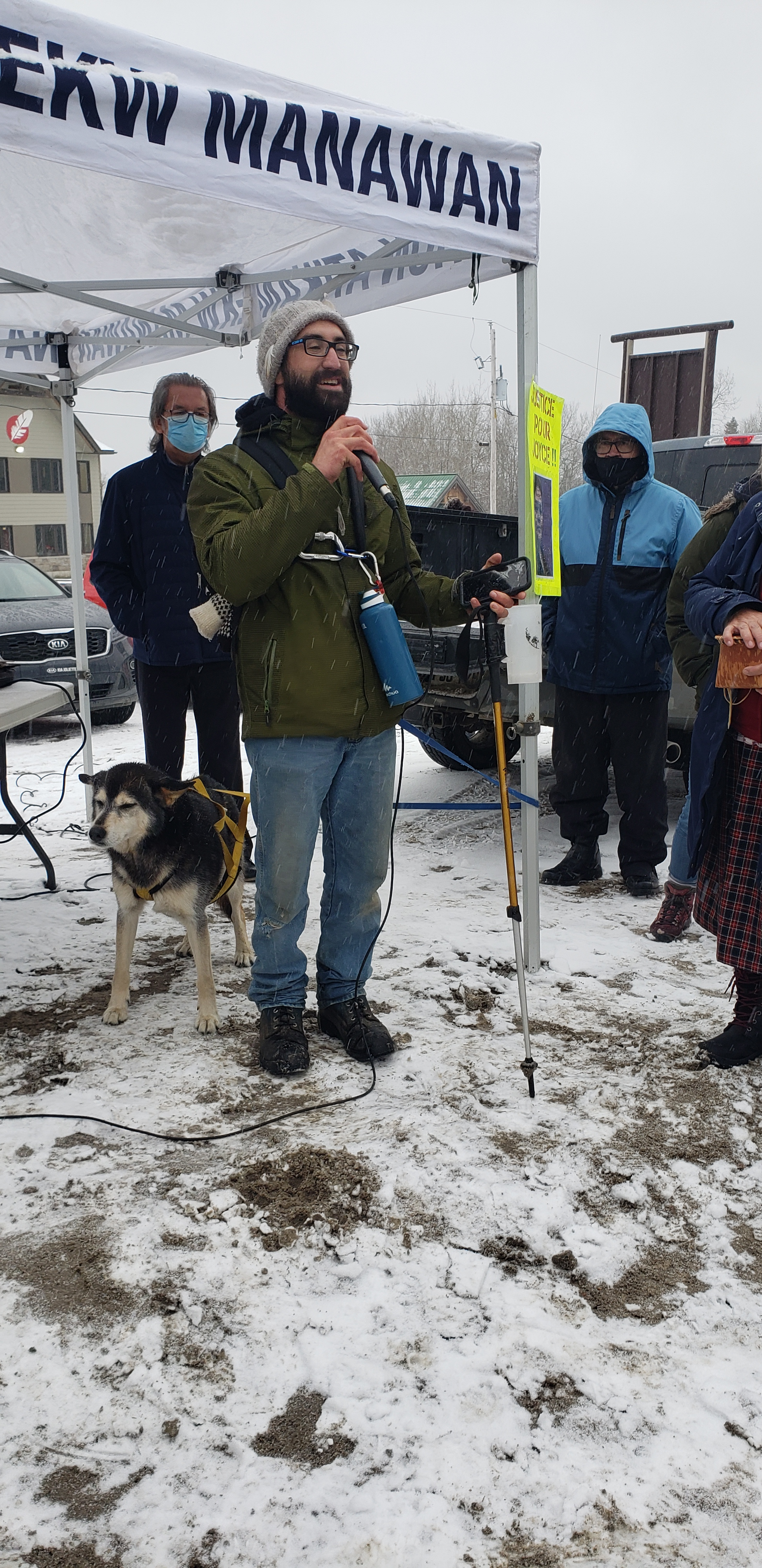
Jasmin Lafortune à son arrivée à Manawan, avec son chien.

Une messe a lieu en l'honneur de Joyce Echaquan à Joliette le 28 novembre 2021.
Jasmin Lafortune, un marcheur pèlerin, en hommage à Joyce Echaquan a parcouru 200 kilomètres depuis Saint-Ambroise-de-Kildare avec son chien husky jusqu’à la communauté atikamekw de Manawan, une réserve autochtone située à 80 kilomètres au nord de Saint-Michel-des-Saints dans la région administrative Lanaudière (en Nitaskinan, pays atikamekw). Il a témoigné : « La communauté est ébranlée par la mort de Joyce et elle a envie de savoir que des gens bons existent et que ce n’est pas tout le monde qui est raciste. Soixante personnes m’attendaient à mon arrivée. Le chef m’a fait un beau discours. J’ai reçu une plume d’honneur et une tonne de cadeaux. Quand je pense que le premier ministre [du Québec] n’était pas le bienvenu pour les funérailles de Joyce, mettons que je me sentais privilégié »,.
Le 24 mai 2022, elle se fait décerner à titre posthume la Médaille d'honneur de l'Assemblée nationale du Québec.